# LGV Provence-Alpes-Côte d’Azur
LGV Provence-Alpes-Côte d’Azur (LGV PACA), inzwischen Ligne nouvelle Provence Côte d’Azur (LN PCA), ist die Bezeichnung einer im Süden Frankreichs geplanten Schnellfahrstrecke (Ligne à grande vitesse, LGV), die nach 2020 als Fortsetzung der LGV Méditerranée die Anbindung der Côte d’Azur an das französische Hochgeschwindigkeitsnetz verbessern soll.

## Ausgangslage
Die französische Riviera, die Côte d’Azur, ist über die zwischen 1858 und 1872 erbaute Bahnstrecke Marseille–Monaco–Ventimiglia in das französische Eisenbahnnetz eingebunden. TGV verkehren seit 1984 von Paris bis Toulon, seit 3. April 1987 auch von Paris nach Nizza. Die durch die Inbetriebnahme der LGV Rhône-Alpes (1992/94) und LGV Méditerranée (2001) ermöglichte Reisezeit von knapp über drei Stunden zwischen Paris und Marseille verkürzte auch die Fahrzeiten aus dem Norden Frankreichs zu den östlich von Marseille gelegenen Zielen. Dennoch benötigt die schnellste Zugverbindung Paris–Nizza weiterhin rund 5 Stunden und 44 Minuten (Stand: April 2022). Im französischen Inlandsflugverkehr ist die Relation Paris–Nizza hingegen mit mehr als drei Millionen Passagieren pro Jahr eine der wichtigsten Verbindungen.
Die Französische Republik und die SNCF beabsichtigen seit den späten 1990er-Jahren den Bau einer Schnellfahrstrecke nach Nizza, um den Marktanteil der Bahn auf der stark nachgefragten Verbindung Paris–Nizza wieder zu erhöhen. Ferner sollen die Verkehrsbeziehungen entlang der Mittelmeerküste, etwa zwischen Genua und Barcelona, verbessert werden.

## Trassenvarianten
Varianten der möglichen Trassenführung einer LGV Provence-Alpes-Côte d’Azur wurden der französischen Öffentlichkeit zwischen dem 21. Februar und 8. Juli 2005 durch die Commission nationale du débat public (CNDP), eine 1995 zur Information und Debatte über große Infrastrukturprojekte gegründete staatliche Institution, vorgestellt. Während die Bahnstrecke östlich eines um Les Arcs/Le Muy vorgesehenen Bahnhofs „Est Var“ weitgehend der Autoroute A 8 (La Provençale) folgen und bei Antibes in die Bestandsstrecke übergehen soll, wurden für den westlichen Abschnitt drei große Alternativen mit zahlreichen Detailvarianten vorgeschlagen:
1. Die als Scénarios à un axe zusammengefassten Streckenführungen lehnen sich an die bestehende Trassierung an. Beginnend im Osten Marseilles verlaufen sie wahlweise über Toulon oder nördlich von Toulon Richtung Osten. Sie ermöglichen kurze Reisezeiten zwischen Marseille, Toulon und Nizza sowie eine Fahrzeit von rund vier Stunden auf der Relation Paris–Nizza. Je nach Detailplanung werden Baukosten zwischen 5,9 und 8,4 Milliarden Euro (Preisniveau 2004) und ein Zuwachs um 2 bis 2,5 Millionen Fahrgäste pro Jahr erwartet.
2. Unter dem Begriff Scénarios à deux axes wurden Trassenvarianten zusammengefasst, die bereits nördlich von Marseille von der LGV Méditerranée abzweigen und – teils nördlich, teils südlich von Aix-en-Provence – über einen neuen Bahnhof im äußersten Norden des Großraums Toulon Richtung Nizza führen. Zwischen Paris und Nizza könnten somit Fahrzeiten zwischen 3 Stunden 40 Minuten und 4 Stunden erreicht werden, während bei Fahrten von Marseille Richtung Osten nur geringere Verbesserungen erreicht würden. Je nach Detailplanung werden Baukosten von 4,9 bis 7,5 Milliarden Euro (Preisniveau 2004) und ein Zuwachs um 3 bis 3,3 Millionen jährliche Fahrgäste prognostiziert.
3. Die Scénarios à trois axes fassen jene Planungen zusammen, die auch Toulon nicht direkt in die neue Verbindung einbeziehen. Deutlich nördlich von Marseille von der LGV Méditerranée abzweigend folgen diese Trassen entweder der Autoroute A 8 oder verlaufen noch nördlich der Argens. Die Strecke Paris–Nizza könnte bei diesen Varianten in bis zu 3 Stunden 35 Minuten zurückgelegt werden. Für die schnelle Verbindung von Marseille und Toulon Richtung Osten ist eine Zweigstrecke von Toulon bis zur A 8 vorgesehen. Je nach Detailplanung werden Baukosten zwischen 5,3 und 6 Milliarden Euro (Preisniveau 2004) und ein Zuwachs um rund 2,6 Millionen Fahrgäste pro Jahr erwartet.

Insbesondere die nicht parallel zu Autobahnen geführten Trassenvarianten stießen auf teils heftige Ablehnung durch lokale und regionale Gremien, die beispielsweise in den Ballungsräumen, den Bergzügen Massif des Maures und Massif de la Sainte-Baume oder landwirtschaftlich genutzten Bereichen massive Beeinträchtigungen der Lebensqualität befürchten oder das Verhältnis der Kosten zum erwarteten Nutzen für zu ungünstig halten. Auch die beteiligten Départements Bouches-du-Rhône, Var und Alpes-Maritimes konnten sich bis in den Sommer 2008 nicht auf eine bevorzugte Streckenführung einigen.
2013 wurde eine Entscheidung zugunsten der ersten Variante gefällt: Marseille – Aubagne – Toulon – Le Muy – Cannes – Nizza.

## Zeitplan
Der Eigentümer und Betreiber der französischen Bahninfrastruktur, Réseau ferré de France (RFF), plante Mitte 2008 eine Empfehlung für die günstigste Streckenvariante abzugeben, später wurde der Oktober 2008 als Termin genannt. Schließlich wurde am 9. Juli 2013 ein in drei Phasen eingeteilter Zeitplan verkündet:
1. bis 2030 Ausbau des Bahnhofs Marseille-Saint-Charles (unterirdische Durchfahrtgleise unterhalb des heutigen oberirdischen Kopfbahnhofs), Ausbau der Strecke bis Aubagne sowie Neubau Cannes – Nizza.
2. bis 2050 Neubau Aubagne – Toulon und Le Muy – Cannes.
3. nach 2050 Neubau Toulon – Le Muy.